# 李殿英
李殿英（？—？），字奎垣（又作奎元、魁垣），生於清帝國直隸省淶水縣山後店上村，武術家，擅形意拳，為郭雲深之徒。其徒孫祿堂、馬耀南。

## 生平
幼年時擅長小楷字，開始練習拳術，曾從易州許某學習彈腿與八極拳。成年後，以保鏢護院為生，從郭雲深學習形意拳。
其弟子孫祿堂。